# Deutsche Seniorenliga
Die Deutsche Seniorenliga e.V. (DSL) besteht seit 1993 als eingetragener, gemeinnütziger Verein. Sie vertritt die Interessen und verfolgt die Ziele der am stärksten wachsenden Bevölkerungsgruppe in Deutschland, der älteren Generationen und ihrer Angehörigen. Zur Finanzierung ihres laufenden Geschäftsbetriebes nimmt die Deutsche Seniorenliga keine öffentlichen Mittel in Anspruch. Sie finanziert ihre Arbeit durch Spenden und die Mitgliedsbeiträge von 1.800 natürlichen Personen.
Die Deutsche Seniorenliga ist Mitglied des NGO-Committee on Ageing.

## Ziele und Aktivitäten
Derzeit leben in Deutschland fast 29 Millionen Menschen über 50. Im Jahr 2050 werden sie mehr als die Hälfte der Bevölkerung der Bundesrepublik ausmachen. Vor diesem Hintergrund tritt die Deutsche Seniorenliga für eine Partnerschaft der Generationen ein und wendet sich gegen jede Form der Altersdiskriminierung. In Deutschland und auf europäischer Ebene engagiert sich der Verein für die Chancen und Bedingungen, gesund alt zu werden und kämpft gleichzeitig für die Rechte derer, die auf Hilfe und Pflege angewiesen sind. Die Deutsche Seniorenliga arbeitet zentral in Bonn. Sie unterstützt bereits etablierte Ansprechpartner, wie etwa Seniorenbüros, Ärzte, Apotheker und Angehörige pflegender Berufe sowie Repräsentanten aus dem Bereich der Kranken- und Pflegekassen. Der Verband realisiert regelmäßig Studien und Umfragen zu relevanten Themen einer alternden Gesellschaft.
Die Umsetzung dieser Ziele erfolgt durch
- Individuelle Hilfe und objektive Information
- Umfangreiches Informationsmaterial zu seniorenspezifischen Themen
- Interessenvertretung in vielen seniorenpolitischen, gesundheitspolitischen und medizinischen Bereichen auf Bundes- und Landesebene[3]
- Aktuelle Informationen über neueste Erkenntnisse von Wissenschaft und Forschung
- Förderung von Forschungsprojekten im medizinischen, sozialwissenschaftlichen und politischen Bereich
- Persönliche Beratung sowie Hilfe zur Selbsthilfe in den für Senioren relevanten Fragen durch das Referat Mitgliederbetreuung
- Regelmäßige und detaillierte Informationen durch das Magazin „aktiv“
- die direkte Abgabe von Informationsmedien an Apotheker und Ärzte zur Weitergabe an Patienten und Auslage im Wartezimmer
- Bekanntmachung von Informationen durch Presse- und Öffentlichkeitsarbeit
- Internetpräsenz

Die Deutsche Seniorenliga engagiert sich bundesweit u. a. zu folgenden Themen
- Altersblindheit vermeiden[4]
- Medikamente im Alter[5]
- Verkehrsberatung für Senioren[6]
- Schwindel im Alter[7]
- Rollatornutzung (Deutscher Rollatortag)
- Familienpflegezeit
- Blasenschwäche[8]
- Verbraucherschutz[9]
- Bürgerschaftliches Engagement
- Innovationen aus Erfahrung, Co-Creation mit und für ältere Konsumente[10]

Im Jahre 2018 hat die Deutsche Seniorenliga gemeinsam mit der SIGNAL-IDUNA GRUPPE den ersten Gründerpreis Demographie, den SENovation-Award initiiert.

## Publikationen
aktiv ist das Magazin für Mitglieder, Freunde und Förderer der Deutschen Seniorenliga. Es erscheint vierteljährlich und informiert ausführlich über aktuelle seniorenspezifische Themen.
Die Deutsche Seniorenliga veröffentlicht Informationsbroschüren zu seniorenspezifischen Themen aus den Bereichen Medizin, Gesundheit sowie Gesellschaft.

## Wissenschaftliches Kuratorium
Das wissenschaftliche Kuratorium der Deutschen Seniorenliga sichert die Qualität der Verbandsarbeit. Die Mitglieder des Kuratoriums stehen dem Vorstand beratend und unterstützend zur Seite. Die Experten unterschiedlicher Fachrichtungen geben Anregungen und Empfehlungen zu Initiativen und Projekten, die die Deutsche Seniorenliga im Interesse älterer Menschen in Deutschland durchführt.
- Ingo Füsgen, Vorsitzender des wissenschaftlichen Kuratoriums. Leiter des Medizinisch-Geriatrischen Schwerpunkts am Marienhospital Bottrop, Geriatrie der Universität Witten/Herdecke
- Siegfried Brockman, Leiter der Unfallforschung der Versicherer (UDV), Vizepräsident der Deutschen Verkehrswacht (DVW), Vorstandsmitglied des Deutschen Verkehrssicherheitsrates (DVR)
- Dirk Dressler, Facharzt für Neurologie und Psychiatrie, Klinik für Neurologie der Medizinischen Hochschule Hannover
- Arneborg Ernst, Facharzt für Hals-Nasen-Ohren-Heilkunde, Direktor der HNO-Klinik am Unfallkrankenhaus Berlin
- Markus Gaubitz, Facharzt für Innere Medizin, Rheumatologe, Geriater, Gastroenterologe, Niedergelassen in interdisziplinärer Praxisgemeinschaft
- Frank G. Holz, Ärztlicher Direktor der Universitäts-Augenklinik Bonn
- Uwe Kleinemas, Diplom-Psychologe, Geschäftsführer des Zentrums für Alternskulturen (ZAK) an der Universität Bonn
- Andreas Kurth, Facharzt für Orthopädie und Unfallchirurgie, Ärztlicher Direktor Fachkrankenhaus Ratingen, Zentrum für Orthopädie und Rheumatologie
- Torsten Lewalter, Chefarzt für Innere Medizin und Kardiologie, Peter Osypka Herzzentrum, Internistisches Klinikum München Süd
- Ursula Müller-Werdan, Fachärztin für Innere Medizin, Kardiologie, Intensivmedizin und Geriatrie, Direktorin der Klinik für Geriatrie und Altersmedizin der Charité – Universitätsmedizin Berlin, Ärztliche Leitung des Evangelischen Geriatriezentrums Berlin
- Michael Noack, Zahnmediziner, Universitätsprofessor am Zentrum für Zahn-, Mund- und Kieferheilkunde sowie Direktor der Poliklinik für Zahnerhaltung und Parodontologie am Universitätsklinikum der Universität zu Köln.
- Frank Piller, Wirtschaftswissenschaftler, Professor der Betriebswirtschaftslehre, Schwerpunkt Technologie- und Innovationsmanagement an der RWTH Aachen
- Heinrich Ico Prinz Reuß, Rechtsanwalt, spezialisiert auf Erb- und Stiftungsrecht, Geschäftsführer der Deutschen Verwaltungstreuhand für Stiftungen GmbH (DVS)
- Wolfgang Schobersberger, Direktor des Instituts für Sport-, Alpinmedizin und Gesundheitstourismus an der Privaten Universität für Gesundheitswissenschaften, Medizinische Informatik und Technik Tirol und der TILAK Innsbruck
- Matthias Schuler, Facharzt für Innere Medizin, Geriatrie, spezielle Schmerztherapie, Physikalische Therapie, Palliativmedizin, Leitender Arzt der Klinik für Akutgeriatrie und Frührehabilitation im Diakoniekrankenhaus Mannheim
- Werner Siepe, Dipl. Hdl., Finanzmathematiker, Versorgungsberater, Autor

## Kooperationen
AARP (American Association of Retired Persons). Seit 2007 gibt es einen regelmäßigen Erfahrungsaustausch mit der US-amerikanischen gemeinnützigen und unabhängigen Mitgliederorganisation AARP, mit 37 Mio. Einzelmitgliedern der größte Seniorenverband der Welt. Die AARP unterstützt Menschen ab einem Alter von 50 Jahren in ihrer Unabhängigkeit sowie in ihrer Wahl- und Entscheidungsfreiheit.
OpenISA In Kooperation mit dem Projekt OpenISA realisierte die Deutsche Seniorenliga bisher insgesamt vier Ideenwettbewerbe. OpenISA ist eine offene Innovationsplattform für gesundheitsbezogene Dienstleistungen (DL) im Alter. Sie bildet den Raum für die Kreation neuer, hochwertiger DL und begleitende Services für Produkte unter Mitwirkung von Senioren als primäre Kundengruppe. Der Erfahrungsschatz und die Expertise dieser Bevölkerungsgruppe erweitern den Bedürfnis- und Lösungsraum für die bedarfsgerechte und erfolgreiche Leistungserstellung.